# Rambhai Barni
Rambhai Barni (thai: รำไพพรรณี), född 20 december 1904, död 22 maj 1984, var Thailands drottning mellan 1925 och 1935, gift med kung Prajadhipok.

## Biografi

### Tidigt liv
Rambhai Barni var dotter till prins Svasti Sobhana av Thailand (son till kung Mongkut), och Apaphanni. År 1906 vid två års ålder, blev hon i enlighet med traditionen elev till drottningen, Saovabha Bongsri, och växte upp vid hovet, där hon lärde känna sin kusin, tronföljaren. Båda fick en västerländskt präglad utbildning; hon vid den västerländskt präglade palatsskola drottningen lät ordna, och han på utlandsstudier. 
Rambhai Barni och kronprins Prajadhipok gifte sig år 1917. Äktenskapet var traditionsenligt mellan två medlemmar inom det kungliga huset, men paret hade en god relation. 

### Drottning
År 1925 besteg hennes make tronen efter sin barnlösa bror. Efter hans tronbestigning, gav han henne titeln drottning. 
Det nya kungaparet introducerade en rad reformer. De hade båda fått en modern västerländsk utbildning, ville leva en modern livsstil, och bar moderna västerländska kläder. De avskaffade flera gamla hovseder, bland annat det traditionella kungliga månggiftet, och hon var sin makes enda hustru och drottning. 
Paret föredrog att tillbringa sin mesta tid i den moderna semesterorten Hua Hin. Det var på Hua Hin kungaparet befann sig 1932 när revolutionen i Siam ägde rum, och det var där de informerades om att den absoluta monarkin i Thailand var avskaffad. Monarkin blev dock inte avskaffad utan ersattes av en konstitutionell monarki, och de var fortsatt kung och drottning. 
De lämnade Thailand 1933 och reste till Storbritannien, där kung Prajadhipok skulle genomgå en ögonoperation. Under vistelsen i Storbritannien grälade kungen per korrespondens om sina rättigheter under den nya konstitutionen med myndigheterna hemma i Thailand. 
År 1935 abdikerade hennes man till förmån för sin brorson Ananda Mahidol.

### Senare liv
Efter abdikationen bosatte sig paret permanent i Surrey i England. Paret fick inga egna barn, men adopterade 1938 en son till en av Prajadhipoks avlidna bröder. Rambhai Barni blev änka när Prajadhipok avled år 1941. 
Samma år föll Thailand under Japansk kontroll. Exilthailändare i Storbritannien bildade en motståndsrörelse, Free Thai Movement, i vilken hon engagerade sig. Hon var en av fyra kvinnor som anmälde sig för tjänstgöring i organisationen, organiserade bidrag till den och agiterade till förmån för dess mål. 
Rambhai Barni återvände slutligen till Thailand efter sexton års frånvaro år 1949, när hon inbjöds att återföra makens aska till landet för begravning. Hon deltog sedan dess ofta i den offentliga kungliga representationen. 
När hon avled fick hon en högtidligt offentlig kunglig begravning. 

## Galleri

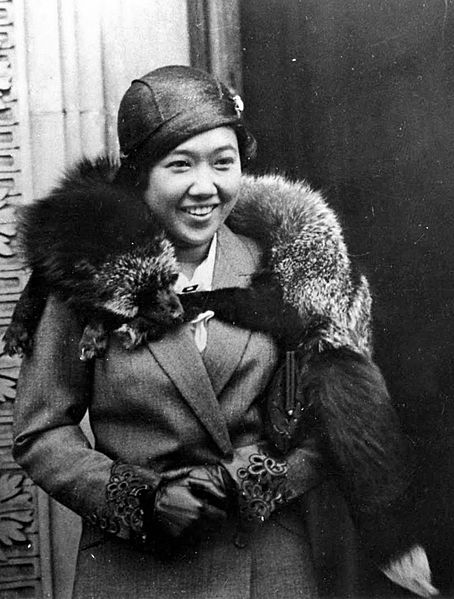
Rambhai Barni